# Mounir Chehri
Mounir Chehri (en arabe : منير شهري), né le 4 juin 1999 en Norvège, est un handballeur international algérien,,

## Palmarès

### En équipe d'Algérie
Championnats du monde
- 30e place au Championnat du monde 2025 ( Croatie/ Danemark/ Norvège)